# اقتصاد ساحل العاج
يعد اقتصاد ساحل العاج أحد الاقتصادات النامية حيث بلغ نصيب الفرد من الناتج المحلي الإجمالي 2 286 دولارفي عام 2019  م وبلغ مؤشر الفقر 37.2 ٪ في 2018.
منذ إنشاء التجارة المثلثية خلال الاتصالات الأولى مع المستكشفين الأوروبيين، سيطر تصدير ما يسمى بالمنتجات النقدية على الاقتصاد وعلى وجه الخصوص، البن والكاكاو، حيث أُدخلت الزراعة في أوائل القرن العشرين، وقد ساهم بقوة في " ازدهار ساحل العاج من الستينيات إلى السبعينيات(1). إذا كان الاقتصاد العاجي يعتمد بشكل أساسي على القطاع الزراعي بفضل المناخ الحار والرطب، فإن مساهمة الصناعة في الناتج المحلي الإجمالي تقدر بـ 20 ٪ وقطاع الخدمات بنسبة 50 ٪. تمتلك ساحل العاج أيضًا بعض احتياطيات النفط المهمة لاقتصادها. كما أن لديها بعض الموارد المعدنية لكن إنتاجها لا يزال ضئيلاً للغاية. كما تنتج الكهرباء، ويُباع جزء منها للدول المجاورة
يعتمد اقتصاد ساحل العاج إلى حد كبير على السوق ويعتمد بشكل أكبر على القطاع الزراعي. يعمل ما يقرب من 70٪ من سكان ساحل العاج في شكل من أشكال النشاط الزراعي. نما نصيب الفرد من الناتج المحلي الإجمالي بنسبة 82٪ في الستينيات، ووصل إلى ذروة نمو بلغت 360٪ في السبعينيات. لكن ثبت أن هذا غير مستدام وانكمش بنسبة 28٪ في الثمانينيات و 22٪ أخرى في التسعينيات. أدى هذا إلى جانب النمو السكاني المرتفع إلى انخفاض مطرد في مستويات المعيشة. الناتج القومي الإجمالي للفرد، الذي يرتفع الآن مرة أخرى، كان حوالي 727 دولارًا أمريكيًا في عام 1996. (كان أعلى بكثير قبل عقدين من الزمن)
بعد عدة سنوات من الأداء المتخلف، بدأ الاقتصاد العاجي في النمو في عام 1994، بسبب انخفاض قيمة الفرنك الأفريقي وتحسن أسعار الكاكاو والبن، ونمو الصادرات الأولية غير التقليدية مثل الأناناس والمطاط، والتجارة المحدودة وتحرير البنوك واكتشافات النفط والغاز البحرية والتمويل الخارجي السخي وإعادة جدولة الديون من قبل المقرضين متعددي الأطراف وفرنسا. أدى تخفيض قيمة عملات منطقة الفرنك بنسبة 50٪ في 12 يناير 1994 إلى قفزة لمرة واحدة في معدل التضخم إلى 26٪ في عام 1994، ولكن المعدل انخفض بشكل حاد في 1996-1999. علاوة على ذلك، أدى التزام الحكومة بالإصلاحات التي طلبها المانحون إلى قفزة في النمو إلى 5٪ سنويًا في 1996-1999.
إن التقدم الذي لوحظ خلال السنوات الخمس عشرة الأولى من الاستقلال أفسح المجال لفترة طويلة من الركود، وذلك لانخفاض الأسعار العالمية للمواد الخام الزراعية (البن والكاكاو) وتفاقمت بسبب عوامل مختلفة بما في ذلك الأزمة السياسية العسكرية التي بدأت في 2002. في نهاية الأزمة، عادت البلاد إلى النمو السريع، حتى أنها شهدت واحدة من أقوى معدلات النمو في العالم ما بين 2012-2019، وذلك بمعدل في حدود 8.2 ٪. سمح ذلك للبلاد بأن تصبح أغنى دولة في غرب إفريقيا بالكامل، حيث بلغ نصيب الفرد من الناتج المحلي الإجمالي 2286 دولارًا في نهاية عام 2019، متقدماً على دولتين غنيتين خصوصًا بالموارد الطبيعية وهما نيجيريا (النفط) وغانا (النفط والذهب).
غالبية السكان تعتمد على إنتاج المحاصيل النقدية لأصحاب الحيازات الصغيرة. الصادرات الرئيسية هي الكاكاو والبن والأخشاب الاستوائية .
لا تزال ساحل العاج تتمتع بثقل اقتصادي مهم لمنطقة غرب أفريقيا: فهي تمثل 39 ٪ من كتلة المعروض النقدي وتساهم بحوالي 32 بالمائة من الناتج المحلي الإجمالي للاتحاد الاقتصادي والنقدي لغرب إفريقيا وفقًا لإحصاءات عام 2013  م من البنك المركزي لدول غرب إفريقيا.
كان متوسط الأجور 1.05 دولار لكل ساعة عمل في عام 2009.
عملة البلد هي الفرنك الغرب الأفريقي، الذي له نظام تحديد سعر الصرف ثابت مع اليورو (1 يورو = 655.957 فرنك غرب أفريقي).
احتلت ساحل العاج المركز 112 في مؤشر الابتكار العالمي عام 2023، متراجعةً من المركز 103 عام 2019. وحافظت ساحل العاج على نفس المركز 112 وفق مؤشر عام 2024.

## التاريخ

### اقتصاد ما قبل الاستعمار

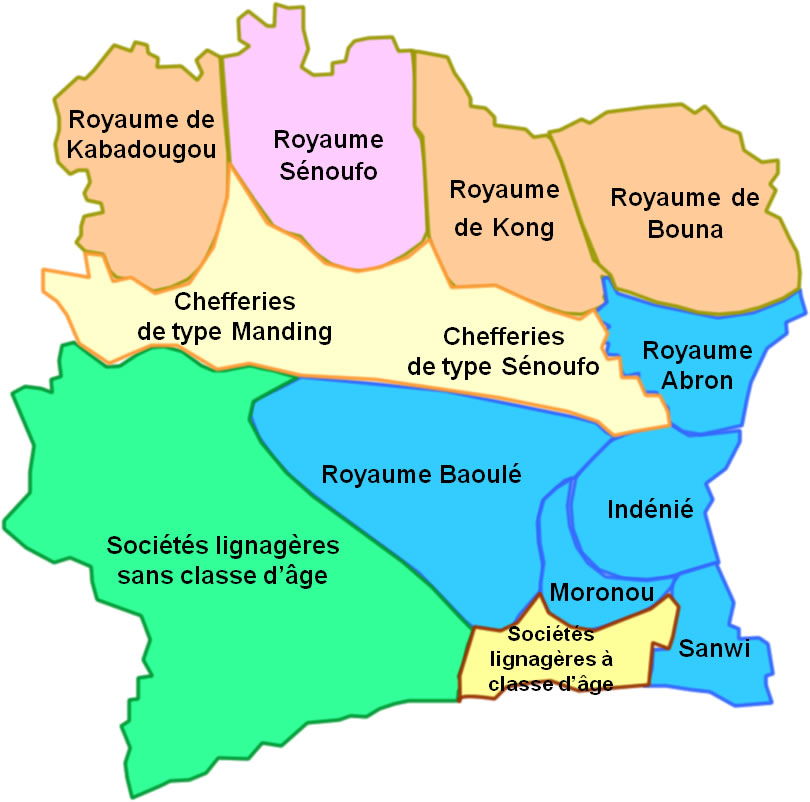
الوضع السياسي في ساحل العاج ما قبل الاستعمار.

يتميز اقتصاد ساحل العاج في البداية وعلى مدى قرون عديدة بالبحث عن الاكتفاء الذاتي. وهو يرتكز على زراعة الكفاف وتستخدم تقنيات الزراعة المتنقلة في القطع والحرق. ومع ذلك، بداية من القرن الخامس عشر، دخلت مرحلة المذهب التجاري(2) في اتصال مع العديد من تجار الشعب الماندينغي من أصل سوداني، الذين اجتذبتهم الكولا المنتجة في مناطق تورة ودان وماحو وبيتي وغورو وأنو (Anno). بحث هؤلاء التجار أيضًا عن الذهب في مناطق مأهولة أساسا من سنوفوس(4)، دجيميني ولوبي(5). عشية الغزو الاستعماري، تعايش نظامان سياسيان في إقليم ما يعرف الآن بساحل العاج وأثرا بقوة على الاقتصاد.

## البنية التحتية
وفقًا لمعايير الدول النامية، تتمتع ساحل العاج ببنية تحتية متميزة. هناك شبكة من أكثر من 8,000 ميل (13,000 كـم) من الطرق المعبدة. خدمات الاتصالات حديثة، بما في ذلك: شبكة اتصالات البيانات العامة، الهواتف الخلوية، والوصول إلى الإنترنت. ميناء أبيدجان، هو أحد الموانئ النشطة وهو الأحدث في غرب إفريقيا.  الخدمة الجوية منتظمة داخل المنطقة ومن وإلى أوروبا. التطوير العقاري مستمر للأغراض التجارية والصناعية والسكنية. موقع ساحل العاج واتصالاتها بالدول المجاورة يجعل منها منصة مفضلة يدير الأوروبيون من خلالها العمليات التجارية في غرب إفريقيا. تعد مدينة أبيدجان واحدة من أكثر المدن حداثة وملاءمة للعيش في المنطقة للمغتربين الفرنسيين الأثرياء. يحظى نظامها المدرسي بتقدير كبير ويتضمن مدرسة دولية ممتازة تعتمد على منهج أمريكي والعديد من المدارس الفرنسية الممتازة.
عززت ساحل العاج برامج الاستثمار العام بعد ركود حقبة ما قبل تخفيض قيمة العملة. تعطي خطة الاستثمار العام الحكومية الأولوية للاستثمار في رأس المال البشري، لكنها ستوفر أيضًا إنفاقًا كبيرًا على البنية التحتية الاقتصادية اللازمة لاستدامة النمو. ومن المتوقع أيضا استمرار تطوير البنية التحتية بسبب نشاط القطاع الخاص.
في البيئة الجديدة المتمثلة في انسحاب الحكومة من الأنشطة الإنتاجية وفي أعقاب عمليات الخصخصة الأخيرة، سيتم تمويل الاستثمارات المتوقعة في قطاعات البترول والكهرباء والمياه والاتصالات، وفي جزء من قطاع النقل، دون أي تدخل حكومي مباشر.

## الزراعة
أنتجت ساحل العاج في 2018:
- 7.2 مليون طن من اليام (ثالث أكبر منتج في العالم، بعد نيجيريا وغانا فقط).
- 5 ملايين طن من الكسافا (رابع عشر أكبر منتج في العالم).
- 2.1 مليون طن من زيت النخيل.
- 2.1 مليون طن من الأرز.
- 1.9 مليون طن من الكاكاو (أكبر منتج في العالم).
- 1.9 مليون طن من قصب السكر.
- 1.8 مليون طن من الموز (ثامن أكبر منتج في العالم).
- 1 مليون طن من الذرة.
- 688 ألف طن من الكاجو (ثالث أكبر منتج في العالم بعد فيتنام والهند).
- 461 ألف طن من المطاط الطبيعي.
- 397 ألف طن من الموز.
- 316 ألف طن من القطن.

بالإضافة إلى الإنتاج الأقل من المنتجات الزراعية الأخرى مثل البن (88 ألف طن) والأناناس (50 ألف طن).
تعد ساحل العاج من بين أكبر منتجي ومصدري البن وحبوب الكاكاو وزيت النخيل في العالم . وبالتالي، فإن الاقتصاد حساس للغاية لتقلبات الأسعار الدولية لهذه المنتجات وللظروف الجوية. على الرغم من محاولات الحكومة لتنويع الاقتصاد، إلا أنها لا تزال تعتمد إلى حد كبير على الزراعة والأنشطة ذات الصلة. يعتبر العمل القسري من قبل الأطفال الذين يتم شراؤهم وبيعهم كعبيد أمرًا مستوطنًا مع إنتاج الكاكاو.
في وقت سابق في ثمانينيات وتسعينيات القرن التاسع عشر، احتل الفرنسيون وحكموا معظم الأراضي في غرب إفريقيا وأداروها إما تحت حكم السنغال أو كمناطق فردية. في عام 1895، أطلقت وزارة الاستعمار في باريس خطة لإنشاء اتحاد غرب إفريقيا الفرنسية من أجل إضفاء اللامركزية على السلطة الرسمية الفرنسية في إفريقيا بحيث يمكن اتخاذ القرارات السياسية المناسبة بناءً على الطرائق المحلية. كما أطلقوا أيضًا مشروعًا تنمويًا مع إنشاء الاتحاد، مسمًى «التنمية الاقتصادية العقلانية»، لرفع مستويات المعيشة الأفريقية وتلبية احتياجات الإمبراطورية الفرنسية. نُفذت سلسلة من الإجراءات، بما في ذلك التتنمية في مجالات التجارة الاقتصادية والسوق، والنقل والاتصالات، وفرص الحقوق القانونية للمدنيين الأفارقة. شمل اتحاد غرب إفريقيا الفرنسي 8 دول: موريتانيا والسنغال وساحل العاج وغينيا وبوركينا فاسو ومالي والنيجر وبنين.
من أجل تطوير سوق التجارة بين إفريقيا وفرنسا، وجعل اتحاد غرب أفريقيا الفرنسي مناطق مكتفية ذاتيًا ذات أرباح عائدة، مثل مجتمعات ما قبل الثورة الصناعية الأخرى، بدأت الحكومة الفرنسية بالتنمية الزراعية لاتحاد غرب أفريقيا الفرنسي. لا يقتصر الأمر على حل الأزمات الغذائية الأساسية للمواطنين،  بل يمكن للفائض الزراعي أن يساعد في إنتاج منتجات وسلع أخرى، مما يسهل للتجارة والسوق، التدفق والعمل. على سبيل المثال، بلغ الإنتاج الضخم السنوي للفول السوداني في غرب إفريقيا في الثمانينيات من القرن العشرين 5،288،000 طن متري. نظرًا لاحتياجات المستهلكين الضخمة في الولايات المتحدة، تم نقله وتداوله في مدن نيويورك وبوسطن للبيع المباشر. وفي الوقت نفسه، صُدر هذا الإنتاج الضخم من الفول السوداني أيضًا إلى الدول الأوروبية المختصة بالصناعية الحضرية، مثل مدن مرسيليا وبوردو، حيث تم تحويله إلى صابون وشمع وسلع صناعية أخرى. كعائد تجاري، بِيعت أيضًا بعض المنتجات المصنعة في غرب إفريقيا، مثل المنسوجات والملح والحديد والتبغ والبنادق.
ومع ذلك، كانت مناطق قليلة فقط من اتحاد غرب أفريقيا الفرنسية مؤهلة للمشاركة بنشاط في مثل هذه التجارة النقدية. تطلبت التنمية الزراعية في إفريقيا بلدان ذات مزايا الجغرافية لزراعة المحاصيل، وأتاحت فرصًا لاستغلال أنظمة الري، وكانت ساحل العاج واحدة من الدول القليلة التي تمتلك هذه المزايا والفرص. اغتنم رئيس ساحل العاج الفرصة بالأموال والإرشادات الفنية التي قدمتها فرنسا لتطوير قطاعيها الزراعي والصناعي من خلال تصدير المنتجات: «كان لساحل العاج سياسات تركز على تنمية الزراعة، مع إيلاء اهتمام كبير للزراعة الفلاحية واعتبر قطاع التصدير المصدر الرئيسي للنمو».
كانت ساحل العاج مناسبة جغرافياً لنمو بعض الحبوب مثل الفول السوداني وزيت النخيل بسبب درجات الحرارة الدافئة في غرب إفريقيا. تقع ساحل العاج في خليج غينيا، بين دولتي ليبيريا وغانا، وتبلغ مساحتها 322،463 كيلومترًا مربعًا. خليج غينيا هو منطقة ساحلية تقع على المحيط الأطلسي. الأنهار الصغيرة مثل ساساندرا وبانداما وكومو هي المنافذ الرئيسية لنهر النيجر الذي يتدفق عبر ساحل العاج. وفي الوقت نفسه، نظرًا لأن مناخ غرب إفريقيا استوائي مع مواسم ممطرة متكررة (مرتين في السنة)، فإن المياه الاستوائية في ساحل العاج منخفضة الملوحة نسبيًا مقارنة بالمناطق الساحلية العادية. على الرغم من وجود غابة مطيرة في الجزء الجنوبي من ساحل العاج، مما حَدَّ من مساحة الزراعة المحتملة، إلا أن الجزء الشمالي من ساحل العاج كان عبارة عن مناطق بها غابات أو سافانا، مما يوفر تربة خصبة لنمو المحاصيل مثل الفول السوداني وزيت النخيل.

## السياحة

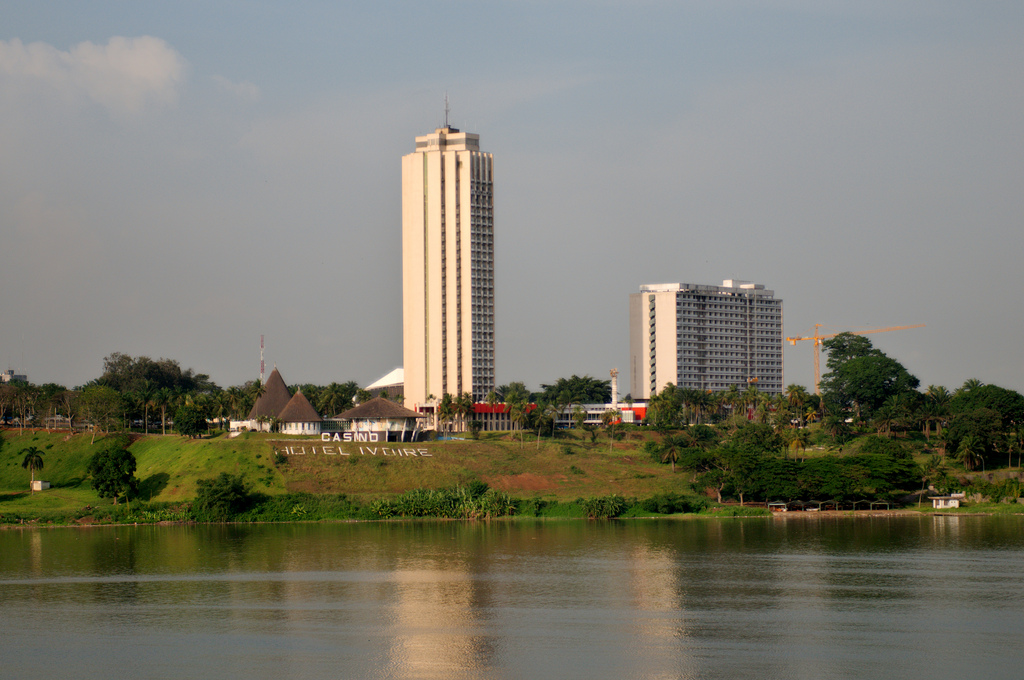
يحتوي فندق العاج في أبيدجان على كازينو.

حققت ساحل العاج تقدمًا في تنويع اقتصادها، ومنذ السبعينيات، وسعت بشكل مطرد المرافق المقدمة للسياح. وطورت مساكن المنتجع في المناطق الساحلية. فهناك فنادق عديدة في أبيدجان، وتتضمن سلاسل الفنادق الدولية مثل نوفوتيل وسوفيتيل.

## التجارة الخارجية والاستثمار

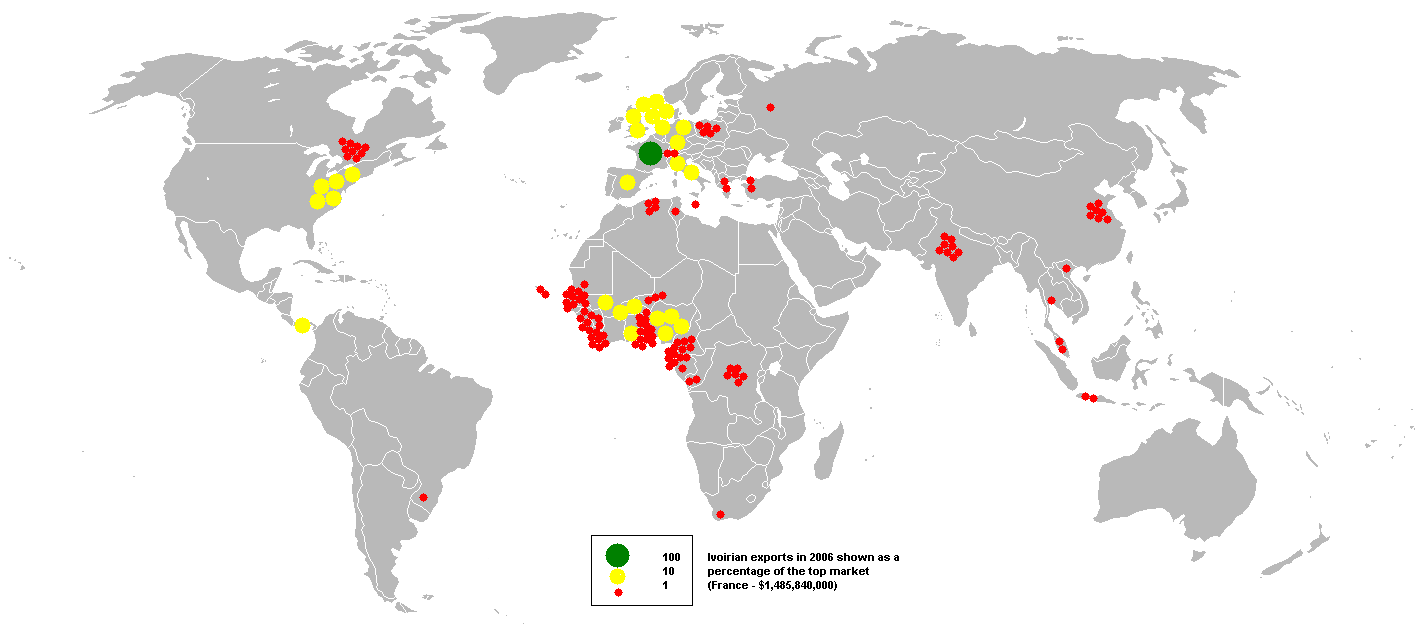
صادرات ساحل العاج عام 2006

يلعب الاستثمار الأجنبي المباشر (FDI) دورًا رئيسيًا في الاقتصاد الإيفواري، حيث يمثل ما بين 40 ٪ و45 ٪ من إجمالي رأس المال في الشركات الإيفوارية. تُعتبر فرنسا المستثمر الأجنبي الأكثر أهمية. في السنوات الأخيرة، شكلت الاستثمارات الفرنسية حوالي ربع إجمالي رأس المال في الشركات الإيفوارية، وما بين 55٪ و60٪ من إجمالي رأس المال الاستثماري الأجنبي.
بلغت رسملة سوق الأسهم للشركات المدرجة في ساحل العاج 2327 مليون دولار في 2005 من قبل البنك الدولي.

## بيانات اقتصادية
يوضح الجدول التالي أهم المؤشرات الاقتصادية للفترة 1980-2017.
| عام                                                                  | 1980 م | 1985 م | 1990 م | 1995 م | 2000 م | 2005 م | 2006 م | 2007 م | 2008 م | 2009 م | 2010 م | 2011 م | 2012 م | 2013 م | 2014 م | 2015 م | 2016 م | 2017 م |
| الناتج المحلي الإجمالي (مليار دولار) (تعادل القوة الشرائية)          | 15٫38  | 20٫37  | 25٫52  | 30٫32  | 39٫35  | 44٫21  | 46٫25  | 48٫32  | 50٫52  | 52٫56  | 54٫28  | 53٫07  | 59٫51  | 66٫08  | 73٫18  | 80٫51  | 88٫34  | 96٫92  |
| نصيب الفرد من الناتج المحلي الإجمالي بالدولار (تعادل القوة الشرائية) | 1٬924  | 2٬138  | 2٬269  | 2٬142  | 2٬439  | 2٬409  | 2٬458  | 2٬503  | 2٬550  | 2٬586  | 2٬603  | 2٬480  | 2٬711  | 2٬934  | 3٬167  | 3٬396  | 3٬631  | 3٬883  |
| الزيادة في الناتج المحلي (حقيقة)                                     | 5.2٪   | 3.6٪   | −1.0٪  | 5.6٪   | −2.1٪  | 1.7٪   | 1.5٪   | 1.8٪   | 2.5٪   | 3.3٪   | 2.0٪   | −4.2٪  | 10.1٪  | 9.3٪   | 8.8٪   | 8.8٪   | 8.3٪   | 7.8٪   |
| التضخم (بالنسبة المئوية)                                             | 8.8٪   | 1.8٪   | −0.7٪  | 14.1٪  | 2.5٪   | 3.9٪   | 2.5٪   | 1.9٪   | 6.3٪   | 1.0٪   | 1.4٪   | 4.9٪   | 1.3٪   | 2.6٪   | 0.4٪   | 1.2٪   | 0.7٪   | 0.8٪   |
| الدين الحكومي (٪ من الناتج المحلي الإجمالي)                          | ...    | ...    | ...    | ...    | 102٪   | 80٪    | 79٪    | 74٪    | 71٪    | 64٪    | 63٪    | 69٪    | 45٪    | 43٪    | 45٪    | 47٪    | 47٪    | 46٪    |

الناتج المحلي الإجمالي - التكوين حسب القطاع: الزراعة: 17.4٪ الصناعة: 28.8٪ الخدمات: 53.8٪ (تقديرات 2017))
القوى العاملة: 8,747 مليون (60٪ زراعي) (تقديرات 2017)
معدل البطالة: 9.4٪ (تقديرات 2013)
السكان الذين يعيشون تحت خط الفقر: 46.3٪ (تقديرات عام 2015  م)
دخل الأسرة أو استهلاكها حسب النسبة المئوية: أدنى 10٪: 2.2٪ أعلى 10٪: 31.8٪ (2008)
توزيع دخل الأسرة - مؤشر جيني: 41.5 (2008)
الاستثمار (الثابت الإجمالي): 8.7٪ من الناتج المحلي الإجمالي (تقديرات 2005))
الميزانية: الإيرادات: 7,121 مليار دولار، النفقات: 8,886 مليار دولار (تقديرات 2017)
الزراعة - المنتجات: البن وحبوب الكاكاو والموز وحبوب النخيل والذرة والأرز والمنيهوت (التابيوكا) والبطاطا الحلوة والسكر والقطن والمطاط؛ خشب
الصناعات: المواد الغذائية والمشروبات. المنتجات الخشبية، تكرير النفط، تعدين الذهب، تجميع الشاحنات والحافلات، المنسوجات، الأسمدة، مواد البناء، الكهرباء
معدل نمو الإنتاج الصناعي: 7٪ (تقديرات 2017)
الكهرباء - الإنتاج: 8,262 مليار كيلوواط ساعة (تقديرات عام 2015  م)
الكهرباء - الاستهلاك: 5,669 مليار كيلوواط ساعة (تقديرات 2015)
الكهرباء - الصادرات: 872 مليون كيلوواط ساعة (تقديرات 2015)
الكهرباء - الواردات: 23 مليون كيلوواط ساعة (تقديرات 2015)
النفط - الإنتاج: 30000 برميل / يوم (تقديرات 2016)
الزيت - الاستهلاك: 20,000 برميل لكل يوم (3,200 م3/ي) (تقديرات 2003))
النفط - الصادرات: 34720 برميل / يوم (تقديرات 2014)
النفط - الواردات: 65.540 برميل / يوم (تقديرات 2014)
النفط- الاحتياطيات المؤكدة: 100 مليون برميل (تقديرات 1 يناير 2017)
الغاز الطبيعي - الإنتاج: 2,063 مليار متر مكعب (تقديرات عام 2015  م) الغاز الطبيعي - الاستهلاك: 2,063 مليار متر مكعب (تقديرات 2015)
الغاز الطبيعي - الصادرات: 0 متر مكعب (تقديرات 2013)
الغاز الطبيعي - الواردات: 0 متر مكعب (تقديرات 2013)
الغاز الطبيعي - الاحتياطيات المؤكدة: 28,32 مليار متر مكعب (تقديرات 1 يناير 2017)
رصيد الحساب الجاري: -490 مليون دولار (تقديرات 2017)
الصادرات - السلع: الكاكاو، والبن، والأخشاب، والبترول، والقطن، والموز، والأناناس، وزيت النخيل، والأسماك
الصادرات - الشركاء: هولندا 11.8٪، الولايات المتحدة 7.9٪، فرنسا 6.4٪، بلجيكا 6.4٪، ألمانيا 5.8٪، بوركينا فاسو 4.5٪، الهند 4.4٪، مالي 4.2٪ (2017)
الواردات: 8,789 مليار دولار (تقديرات 2017)
الواردات - السلع: الوقود، المعدات الرأسمالية، المواد الغذائية
الواردات - الشركاء: نيجيريا 15٪، فرنسا 13.4٪، الصين 11.3٪، الولايات المتحدة 4.3٪ (2017)
احتياطيات النقد الأجنبي والذهب: 4,688 مليار دولار (تقديرات 31 ديسمبر 2017).)
الديون الخارجية: 12,38 مليار دولار (تقديرات 31 ديسمبر 2017).)
المعونة الاقتصادية - المتلقي: ODA، 1 مليار دولار (1996 est.)
العملة (الرمز): الجماعة المالية الأفريقية الفرنك (XOF)؛ ملاحظة - السلطة المسؤولة هي البنك المركزي لدول غرب إفريقيا
أسعار الصرف: تمويل المجتمع المحلي بالفرنك الأفريقي (XOF) مقابل الدولار الأمريكي - 594.3 (تقديرات 2017) 593.01 (تقديرات 2016) 593.01 (2015) 591.45 (2014) 494.42 (2013 تقديرات)
السنة المالية : السنة التقويمية

## الهوامش
- 1 : لا تزال ساحل العاج أكبر منتج ومصدر للكاكاو في العالم
- 2 : على حد تعبير سمير أمين، الذي يشير في إفريقيا إلى فترة يصفها بأنها ما قبل المذهب التجاري والتي تمتد من 'الأصول إلى القرن السابع عشر'. (سمير أمين، Le Développement unequal، éditions de Minuit، Paris، 1973.) يبدو أن هذه الفترة قد أختصرت في ساحل العاج من خلال التجارة مع الماندين من أصل سوداني.
- 3 : مناطق الغابات في الوسط الغربي وشمال غرب ما يعرف الآن بساحل العاج
- 4 : حوالي كونغ في وجه الخصوص
- 5 : الشمال والشمال الغربي